# Gustav Schiefler

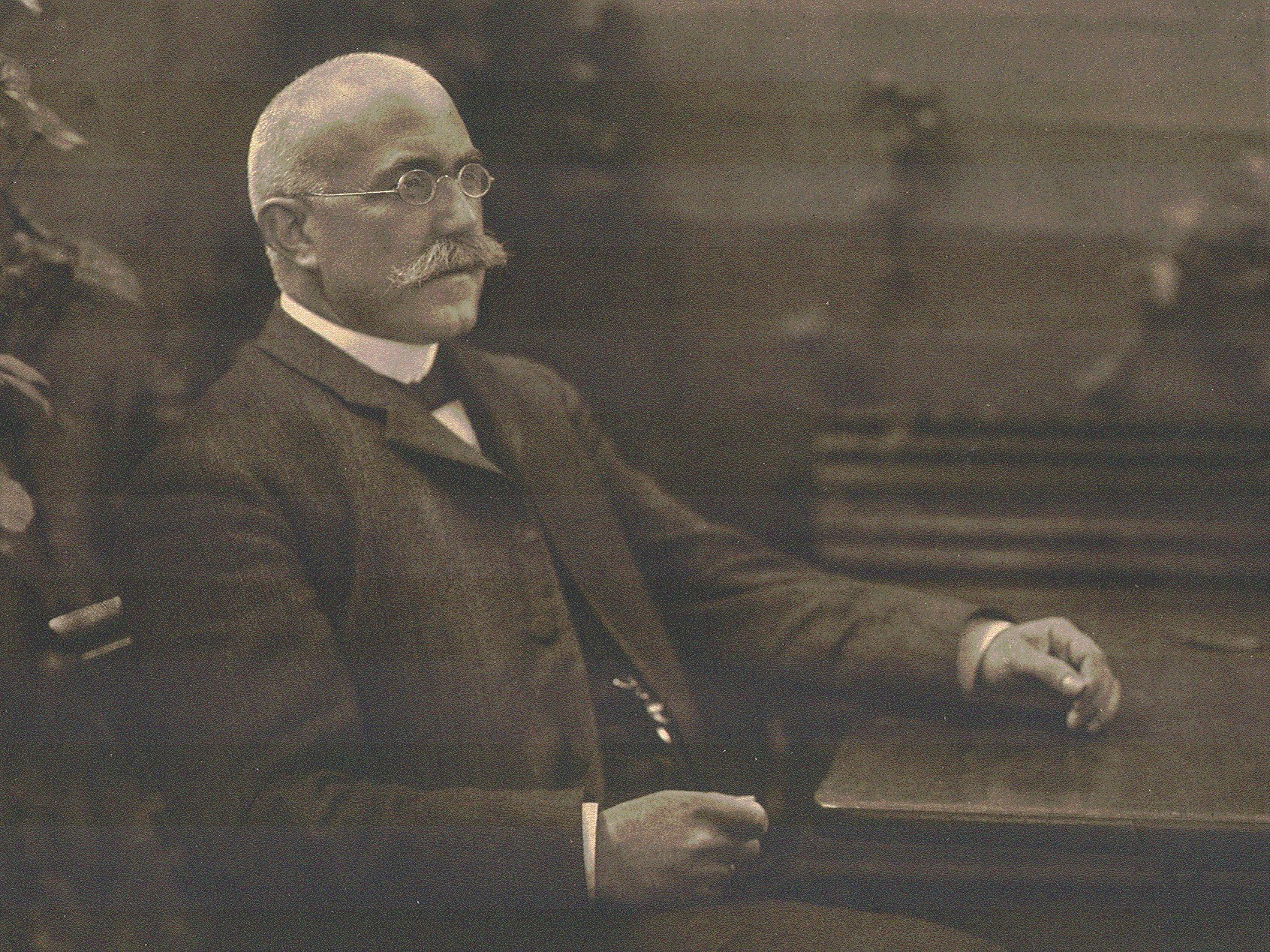
Gustav Schiefler, 1906

Gustav Schiefler (* 28. Dezember 1857 in Hildesheim; † 9. August 1935 in Mellingstedt) war ein Hamburger Richter, Kunstsammler, Mäzen und Kunstkritiker.

## Leben

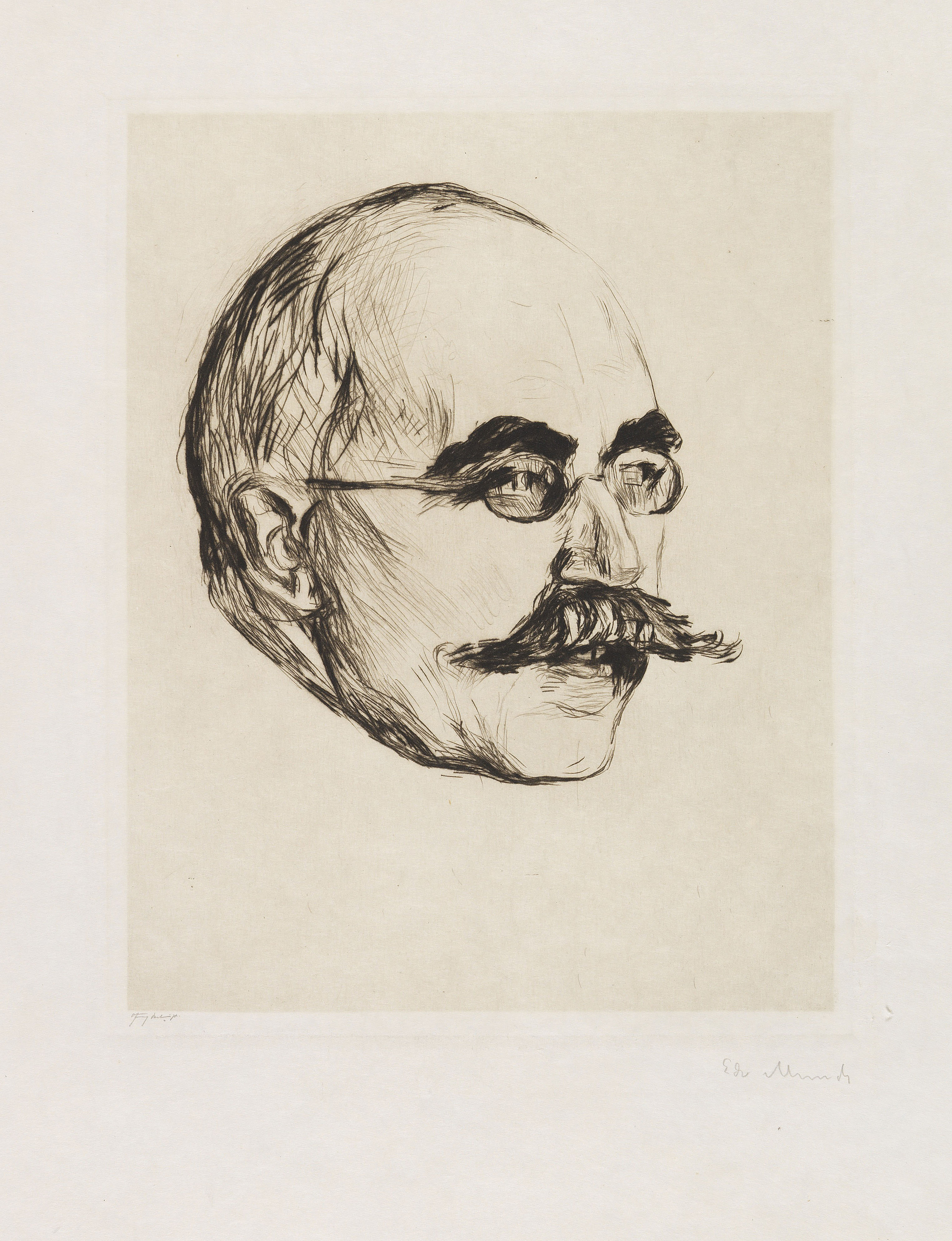
Edvard Munch: Porträt Gustav Schiefler, Radierung, 1905/06

Gustav Schiefler trat im Jahr 1888 in dem hamburgischen Staatsdienst als Richter im Amtsgericht ein, später wurde er Landgerichtsdirektor. Schiefler war zusammen mit seiner Frau Luise Schiefler geb. von Rose (1865–1967) ein bedeutender Förderer des Expressionismus und ausgewiesener Sammler von Druckgraphiken. Sein Haus in der Oberstraße 86 in Hamburg-Harvestehude wurde ab 1895 zum Treffpunkt von Künstlern und Intellektuellen. Unter anderem waren in seinem Haus Edvard Munch, Ernst Ludwig Kirchner, Karl Schmidt-Rottluff und Paul Gangolf zu Gast.
Wie Rosa Schapire wurde er passives Mitglied der Künstlervereinigung Die Brücke und hatte engen Kontakt zum Hamburgischen Künstlerklub. Schiefler verfasste Kataloge der Graphischen Werke von Emil Nolde, Ernst Ludwig Kirchner, Max Liebermann und Edvard Munch.
Der erste Direktor der Hamburger Kunsthalle, Alfred Lichtwark, hatte großen Einfluss auf sein Kunstverständnis, und Schiefler brachte ihm große Verehrung entgegen. Lichtwark ernannte ihn zum Schriftführer in der von ihm gegründeten Gesellschaft hamburgischer Kunstfreunde. In dieser Eigenschaft weckte er das Interesse vieler Hamburger Bürger für die Künstler der Gegenwart wie Max Liebermann, Ernst Eitner sowie Arthur Illies, der das Ehepaar Schiefler 1902 porträtierte. Als Lichtwark 1914 starb, hielt Schiefler die Trauerrede. Später wandte sich Schieflers Interesse auch den Vertretern der Hamburgischen Sezession zu.

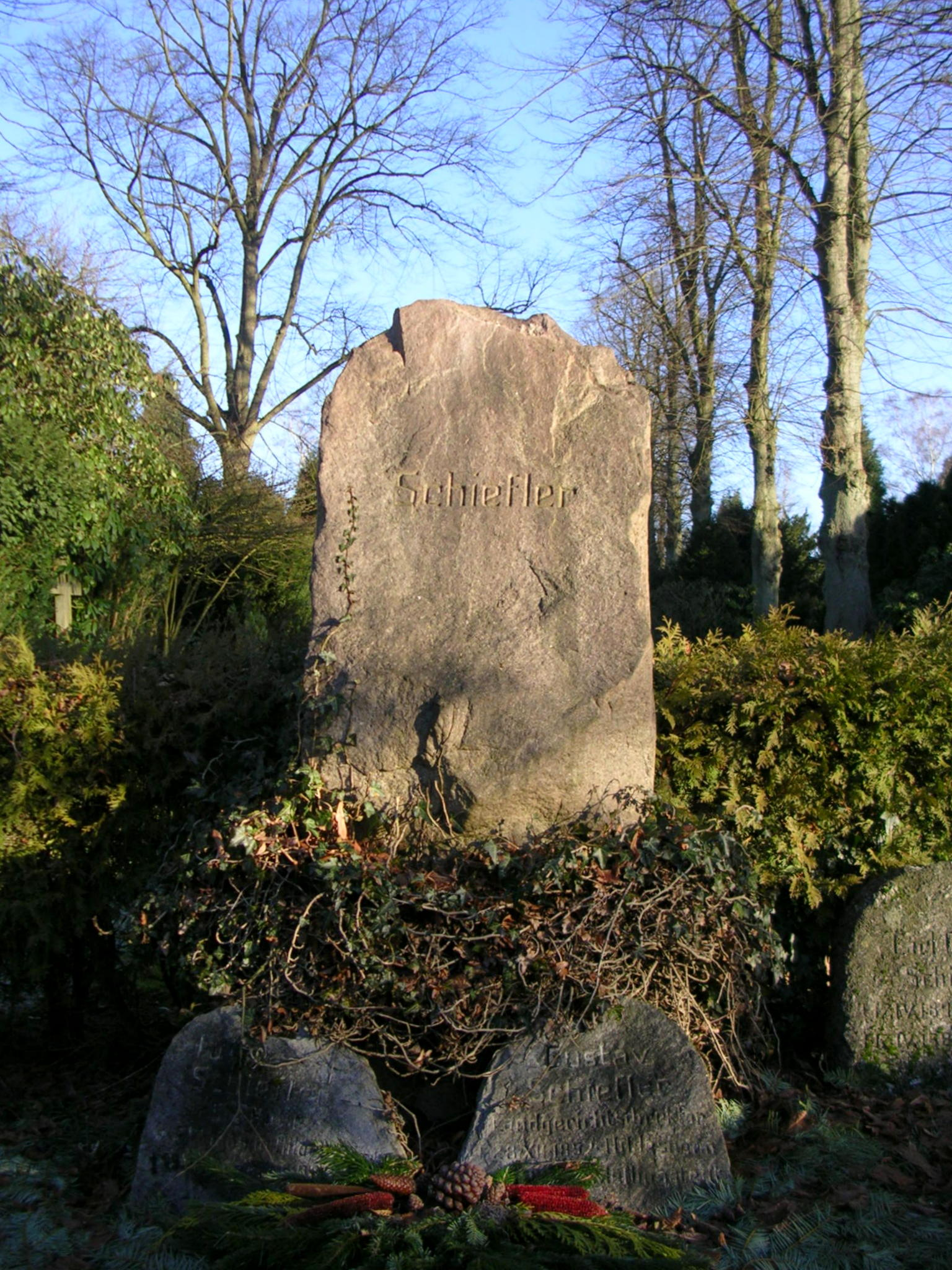
Familiengrab Friedhof Bergstedt

Im Jahr 1927 gab er in der Gesellschaft der Bücherfreunde ein Buch heraus mit dem Titel Meine Graphiksammlung. Die Auflage betrug 500 Exemplare. Darin beschrieb Schiefler, wie er in Kontakt zur Brücke kam. Karl Schmidt-Rottluff war der erste Brücke-Maler, der ihn 1907 in Hamburg besuchte. Ihr Ende kommentierte er wie folgt: [...] „Als Künstlergruppe haben sie ihre Aufgabe mit Ehren erfüllt. Wir erkennen in ihrem Werk den Auftakt zu der Entwicklung, die die deutsche Kunst im ersten Viertel des 20. Jahrhunderts nahm.“ (Meine Graphiksammlung, S. 53)
1930 besuchte ihn sein Neffe, der Schweizer Maler Max Böhlen.
Gustav Schiefler starb 1935 in Mellingstedt, wo er seit 1912 ein Haus besaß. Sein schriftlicher Nachlass liegt in der Staats- und Universitätsbibliothek Hamburg.
Im März 2019 wurde bekannt, dass der am 7. Januar 2019 verstorbene Enkel, der Architekt Otto Georg Schiefler, die Villa in der Oberstraße 86, sein Elternhaus, dem Verein Freunde der Kunsthalle vermacht hat. Dort sollen zukünftig Veranstaltungen des Vereins im Hochparterre des Hauses stattfinden.

## Werke
- Das konservative Hamburg. In: Das Plakat, Jg. 12 (1921), Heft 7–8, S. 421–422 (Digitalisat).
- Eine hamburgische Kulturgeschichte 1890–1920. Beobachtungen eines Zeitgenossen. Bearb. Georg Ahrens, Hamburg 1985, ISBN 3-923356-05-6
- Die Künstler der Brücke. Auszug in: Beiheft. Lebensdaten und Selbstzeugnisse zu Beispiele: Kunst in der Verfolgung. Entartete Kunst (Ausstellung) 1937 in München Bildmappe. Hg. Landesinstitut für Erz. und Unterricht Stuttgart. Neckar, Villingen-Schwenningen (1998) ohne ISBN, S. 30f. (ferner Texte von Max Beckmann, Karl Hofer, Paul Klee, Oskar Schlemmer u. a.) Aus: Meine Graphiksammlung. Hamburg 1919, Neuaufl. 1974